# Zeche Schiffsruder
Die Zeche Schiffsruder im Bochumer Stadtteil Stiepel ist ein ehemaliges Steinkohlenbergwerk. Das Bergwerk befand sich westlich der Kemnader Ruhrbrücke.

## Bergwerksgeschichte
Ab dem Jahr 1776 war das Bergwerk in Betrieb. Im Jahr 1800 wurde das Bergwerk in Fristen gelegt. Am 31. Dezember des Jahres 1803 wurde ein Längenfeld verliehen. Am 2. Januar des Jahres 1832 wurde das Bergwerk wieder in Betrieb genommen. Es wurde westlich der Stiepeler Mühle ein Stollen angesetzt. Der Stollen wurde in nördlicher Richtung aufgefahren. Im Jahr 1833 wurde der Stollen weiter aufgefahren, in diesem Jahr wurden 5446 Scheffel Steinkohle gefördert. Im Jahr 1834 wurde zunächst weiter Kohle abgebaut, es wurden 11.859 Scheffel Steinkohle gefördert. Im weiteren Laufe des Jahres wurden nur Ausrichtungsarbeiten durchgeführt. Im darauffolgenden Jahr wurden in der ersten Jahreshälfte noch 2701 Scheffel Steinkohle gefördert, ab Juni desselben Jahres war das Bergwerk außer Betrieb. Ab Januar des Jahres 1836 wurden wieder Schürfarbeiten durchgeführt. Im Dezember desselben Jahres erreichte der Stollen die Markscheide zum Gibraltar Erbstollen. Noch im selben Monat wurde die Zeche Schiffsruder stillgelegt. Im Jahr 1838 vereinigte sich das Bergwerk mit weiteren Bergwerken zur Zeche Schiffsruder, Beschertes Glück & Beschertesglück Nebenbänke. Diese Vereinigung hielt bis 1852 an, dann konsolidierte das Bergwerk zur Zeche Vereinigte Schiffsruder.